# Hugh Seymour
Pour les articles homonymes, voir Seymour et Seymour (patronyme).
Hugh Seymour (29 avril 1759 – 11 septembre 1801) est un officier de la Royal Navy de la fin du XVIIIe siècle. Il est le cinquième fils de Francis Seymour-Conway. Il sert pendant la guerre d'indépendance des États-Unis et les guerres de la Révolution française et termine sa carrière au conseil de l'Amirauté.

## Début de carrière
Hugh Seymour est né en 1759, cinquième fils de Francis Seymour-Conway, et sa femme Isabelle Fitzroy (Hugh conservé le nom de famille « Seymour-Conway » jusqu'à la mort de son père, en 1794, puis ne conserve que Seymour). Il est d'abord formé à Bracken Academy à Greenwich, où il rencontre son ami pour la vie, John Willett Payne (en), avant de rejoindre la Marine à l'âge de 11 ans à sa propre insistance. Seymour devient mousse du capitaine sur le yacht de William & Mary, et deux ans plus tard, rejoint le HMS Pearl, dirigé par le capitaine John Leveson-Gower, stationné au large de terre-Neuve. Après plusieurs missions dans les Antilles, il passe sous les ordres de George Rodney, sur le HMS Alarme comme un aspirant de marine dans la Méditerranée. Hormis un bref passage dans le HMS Trident, Seymour y reste pendant plusieurs années, devenant lieutenant en 1776 puis commandant en 1778, dirigeant la Chebec HMS Minorque.
En 1779, il est promu au poste de capitaine du HMS Porcupine (en) et puis du HMS Diana, des HMS Ambuscade et HMS Latone, le tout dans le Channel Fleet. La seule opération d'envergure à laquelle il participe au cours de la période est la conclusion du Grand Siège de Gibraltar. Au cours de ce service, Seymour participe à plusieurs opérations de reconnaissance de la flotte franco-espagnole à Algésiras, une tâche rendue difficile par le mauvais temps et l'irrégularité des mouvements de l'ennemi. Pendant la plus grande partie de l'opération, le capitaine Roger Curtis est stationné au bord du Bassin pour faciliter la communication entre Howe et le gouverneur de Gibraltar. L'effort pour soulager et ravitailler la forteresse est un succès complet et Latone est envoyé en Grande-Bretagne avec les dépêches, bien que Seymour soit resté à Gibraltar.
À la suite de la paix de Paris en 1783, Seymour achète une maison à Londres avec son frère, George Seymour et John Willett Payne. Les trois hommes deviennent des mondains célèbres, rejoignant le prince de Galles dans beaucoup de ses sorties nocturnes à travers Londres. Seymour reste un ami proche avec le prince George pour le reste de sa vie. Seymour, déjà connu pour ses bons regards, les bonnes manières, gagne rapidement une réputation de débauche.

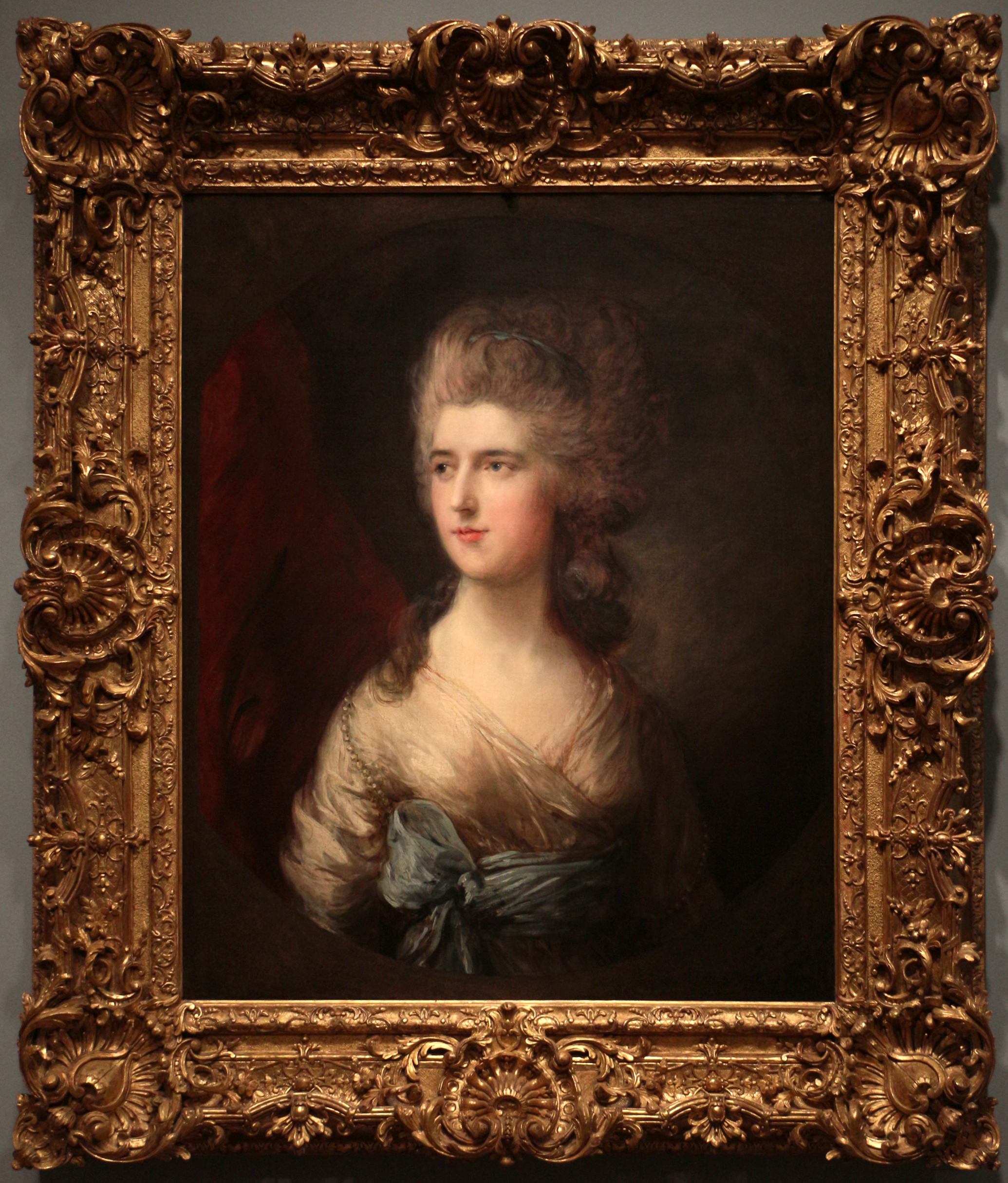
Lady Anna Horatia Waldegrave
v. 1783 par Gainsborough
Detroit Institute of Arts

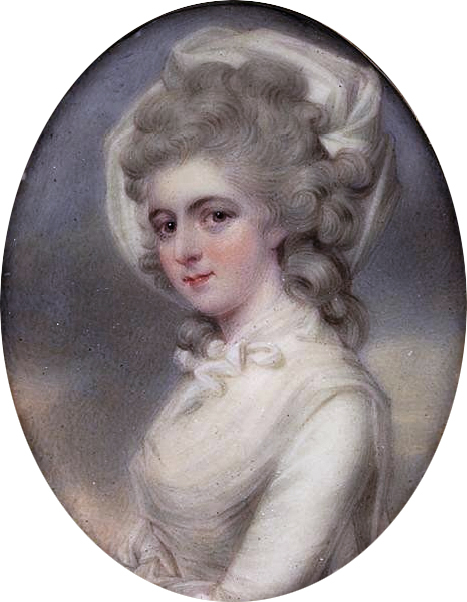
Lady Anne Horatia Seymour, née Waldegrave (1762-1801)

En 1785, cependant, Seymour épouse Anne Horatia Waldegrave, fille de James Waldegrave (2e comte Waldegrave) et Maria Walpole (plus tard duchesse de Gloucester) sur l'insistance de sa famille, pour mettre fin à sa vie dissolue. C'est à ce moment que Seymour fait sa première incursion dans le monde de la politique, devenant député pour Newport sur l'île de Wight avant d'abandonner le poste deux ans plus tard. En 1788, il est député pour Tregony, mais en 1790, il change pour devenir député de Wendover jusqu'en 1796, quand il change de circonscription pour celle de Portsmouth, où il reste jusqu'à sa mort. Il ne participe pas activement à la vie politique, préférant sa carrière dans la marine à la politique.
En mai 1791 Hugh Seymour devient président du club de cricket de Hambledon, se joignant à un groupe d'officiers de la Marine royale comme les capitaines Erasmus Gower, Robert Calder, Charles Powell Hamilton, Mark Robinson, Hyde Parker et Robert Linzee.

## Les guerres de La Révolution française
En 1790, Seymour est appelé au commandement du navire HMS Canada, croisant au large de l'île de Wight. En passant en eau peu profonde, Seymour ordonne l'utilisation d'une sondage à main pour mesurer la profondeur de l'avant, mais est accidentellement frappé à la tête par le poids de plomb alors que les sondages sont en cours. Bien qu'il n'ait pas semblé blessé, pendant le tir d'une salve de plusieurs jours plus tard, Seymour subit soudainement de graves effets indésirables et doit aller à terre pour un traitement médical d'urgence. La blessure à la tête le rend incapable de supporter le bruit et des lumières vives et pendant trois années, il vit comme un invalide dans sa propriété de campagne à Hambledon. Le commandement du HMS Canada passe au capitaine Erasmus Gower, un ami proche. En 1793 Seymour est suffisamment rétabli pour reprendre du service, et escorte Lord Hood sur la Méditerranée dans le HMS Leviathan. Il conduit l'occupation, la défense et le retrait de Toulon pendant le siège de la ville. À la suite de l'effondrement des défenses de la ville, Seymour est envoyé en Angleterre avec des dépêches, mais revient peu de temps après pour ramener le Léviathan en Grande-Bretagne.
Le Léviathan est attaché à la flotte de Lord Howe et sert avec lui lors de la campagne atlantique de mai 1794 aux côtés de John Willett Payne, le capitaine du HMS Russell. La campagne se termine dans la bataille du 13 prairial an II, lorsque la flotte française est battue par les tactiques novatrices de Howe, mais réussit finalement à protéger un grand convoi de grains aux États-Unis. Seymour joue un rôle dans la victoire, et est l'un des rares à passer avec succès la ligne française, bien qu'il n'ait pas pu la briserLe  Leviathan est gravement endommagé, ayant pris feu à partir d'Éole et de Trajan pendant les combats.
En 1795, Seymour prend le commandement du HMS Sans Pareil et devient rapidement contre-amiral, combattant les Français à la bataille de Groix. Au cours de l'action, Seymour réussit à ramener son bateau à la tête de la ligne britannique et engage le combat contre le Lion et Tigre. Les deux navires sont capturés dans de violents combats, et le Sans Pareil subit dix morts et deux blessés lors de l'échange. En 1796, Seymour est employé dans la recherche de la flotte française qui tente et échoue à envahir l'Irlande, mais le Sans Pareil est gravement endommagé dans une collision avec le HMS Prince au cours de la campagne et doit être mis hors service pour les réparations. En avril 1797, Seymour reprend la mer avec une petite flottille de six navires de recherche dans la partie orientale de l'Atlantique pour rechercher un convoi espagnol. Bien que le convoi a finalement été saisi par une force envoyé par John Jervis, Seymour a couvert plus de 5 000 km dans sa recherche infructueuse.

## L'Amirauté
Seymour rejoint l'Amirauté en 1795, devenant un Lord de l'Amirauté et participant au conseil de l'Amirauté entre 1795 et 1798, alternant période à terre et en mer. En 1799, Seymour devient vice-amiral et rejoint l'escadron de blocus de Brest, participant à une opération mineure contre la Rade des Basques.
En 1799, Seymour est envoyé dans les Antilles, en tant que commandant en chef du poste des Îles sous le Vent. En 1800, il devient commandant en chef de la Station de la Jamaïque. En août, il dirige l'escadre navale dans la capture du Suriname avec son vaisseau amiral Prince of Wales.
Toutefois, en 1801, il tombe malade de la Fièvre jaune. Il est envoyé en mer par ses médecins mais il est mort à bord du HMS Tisiphone en septembre 1801.

## Famille
Son corps est ramené en Grande-Bretagne à bord du HMS Pickle et rejoint celui de sa femme, qui venait de mourir à Bristol quelques jours avant la mort de son mari. Ses nombreuses propriétés sont dispersées parmi ses sept enfants, dont six lui ont survécu :
- George Seymour (1787-1870)
- Hugh Henry John Seymour (1790-1821)
- Horace Seymour (1791-1851)
- William John Richard Seymour (1793-1801)
- Frederick Charles William Seymour (1er février 1797 – 7 décembre 1856), marié à Mary Gordon (d. 13 juin 1825), fille de George Gordon le 15 avril 1822, et Augusta Hervey (d. 17 mars 1880), fille de Frédéric Hervey (1er marquis de Bristol), le 18 septembre 1832
- Horatia Maria Frances Seymour (d. 26 août 1853), épouse John Philip Morier en 1814
- Marie Georgiana Seymour (d. 30 octobre 1848), épouse de George Dawson-Damer, en 1825

Seymour est mort largement pleuré parmi ses contemporains. Son service a été énergique et caractérisée par l'innovation et l'invention: il a développé un nouveau système de montage de grands mâts et a également été crédité du port des épaulettes standard parmi les officiers de la Marine Royale, à la suite de ses difficultés à convaincre les royalistes français, lors du siège de Toulon, qu'il était un officier Britannique, en raison de son uniforme médiocre.

## Homonymes
La Royal Navy a nommé deux navires en l'honneur de Seymour. Le premier est le HMS Seymour un destroyer leader lancé en 1916 et vendu en 1930, qui a été en service pendant la première Guerre Mondiale. Le deuxième, le HMS Seymour (K563), était une frégate en service de 1943 à 1946, qui a servi pendant la seconde Guerre Mondiale.
L'Île de Baltra, ou Isla Baltra, est une petite île des Îles Galápagos. Aussi connue comme Seymour du Sud (d'après le nom de Lord Hugh Seymour)